# Pallavolo ai Giochi della XIX Olimpiade - Torneo femminile
Il II campionato di pallavolo femminile ai Giochi olimpici si è svolto dal 13 al 26 ottobre 1968 a Città del Messico, in Messico, durante i Giochi della XIX Olimpiade. Al torneo hanno partecipato 8 squadre nazionali e la vittoria finale è andata per la prima volta all'URSS.

## Podio

### Campione
Formazione: 1 Meščerjakova, 2 Mikhailkovskaya, 3 Veinberga, 4 Lantratova, 5 Galushka, 6 Sarycheva, 7 Ponyaeva, 8 Nikitina, 9 Ryskal, 10 El'nickaja, 11 Salikhova, 12 Kamenek, CT: -

### Secondo posto
Formazione: Yosjida, Takayama, Iwahara, Kasahara, Onozawa, Kojima, Fukanaka, Shishikura, Inoue, Oinuma, Furakawa, Hama, CT: -

### Terzo posto
Formazione: Porzec, Szczęśniewska, Wiecha, Hermela, Ostromęcka, Krupa, Książek, Ledwig, Jakubowska, Chmielnicka, Czajkowska, Aszkiełowicz, CT: -

## Classifica finale
| Classifica | Squadre          | Qualificazioni            |
| ---------- | ---------------- | ------------------------- |
|            | Unione Sovietica | Giochi della XX Olimpiade |
|            | Giappone         |                           |
|            | Polonia          |                           |
| 4          | Perù             |                           |
| 5          | Corea del Sud    |                           |
| 6          | Cecoslovacchia   |                           |
| 7          | Messico          |                           |
| 8          | Stati Uniti      |                           |